# Norra Ny kyrka
Norra Ny kyrka är en kyrkobyggnad som tillhör Övre Älvdals församling i Karlstads stift. Kyrkan ligger i samhället Stöllet i Torsby kommun. I östra kyrkogårdsmuren finns en stiglucka som tillkom 1936.

## Kyrkobyggnaden
Föregående kyrka var uppförd på medeltiden och låg två kilometer söder om nuvarande kyrkplats. Kyrkan var byggd av trä och hade en rektangulär planform. Om koret var smalare än övriga kyrkan går ej att påvisa. Vid två tillfällen utvidgades kyrkan, dock senast under början av 1600-talet. 1701 byggdes ett litet kyrktorn som ersatte ett äldre torn. Kyrkan revs 1773.
Nuvarande träkyrka uppfördes 1763–1764 och invigdes 29 september 1764 av prosten Bengt Piscator i Ekshärad. Kyrkan är byggd av liggtimmer och består av ett rektangulärt långhus med ett tresidigt kor i öster och torn i väster. Mitt på långhusets nordsida finns en vidbyggd sakristia och på motsvarande plats i söder finns ett vapenhus. Nuvarande tornspira tillkom 1924 och är utformad efter den ursprungliga spiran som revs 1904.

## Inventarier
- Dopfunten av täljsten är från mitten av 1200-talet. Funten har ett centralt uttömningshål.
- Ett Mariaskåp är från omkring år 1300 och är placerat på korets norra vägg.
- Ett altarskåp av svensk tillverkning är förmodligen från omkring år 1500. Altarskåpet hänger på korets södra vägg ovanför dopfunten.
- Altaruppsatsen som tillkom 1767 har en okänd upphovsman. I räkenskaper anges dock bildhuggaren Löfman. Ursprungligen var altaruppsatsen avsedd för Dalby kyrka.
- Predikstolen är tillverkad av snickaren Mattias Beckman och färdigställdes troligen 1764.

### Orgel
- 1857 byggde E A Setterquist en orgel med 7 stämmor.
- 1924 bygger E A Setterquist och Son en orgel som är mekanisk med pneumatiska lådor. Orgeln har fasta kombinationer och fasaden är från 1857 års orgel.

| Huvudverk I   | Svällverk II   | Pedal       | Koppel    |
| Principal 8’  | Rörflöjt 8’    | Subbas 16’  | I/P       |
| Gedackt 8’    | Principal 4’   | Borduna 8’  | II/P      |
| Oktava 4’     | Flöjt 4’       | Koralbas 4' | II/I      |
| Kvinta 2 2⁄3’ | Waldflöjt 2’   |             | I 4'/I    |
| Oktava 2’     | Larigot 1 1⁄3' |             | II 16'/II |
| Mixtur 3-4 ch | Scharf 3 ch    |             |           |
| Trumpet 8'    | Krumhorn 8'    |             |           |
|               | Tremulant      |             |           |

### Webbkällor
- Kyrkor i Karlstads stift Del II, Utgiven av Värmlands Museum och Karlstads stift, 2008, ISBN 91-85224-72-3
- Länsstyrelsen Värmland
- anläggningspresentation
- byggnadspresentation